# هربرت هاغن
هربرت هاغن (بالألمانية: Herbert Hagen)‏ (و. 1913 – 1999 م) هو ضابط من ألمانيا الغربية، وألمانيا النازية، والإمبراطورية الألمانية، ولد في نويمونستر، كان عضوًا في الحزب النازي، كان عضوًا في شوتزشتافل، توفي في روتن، عن عمر يناهز 86 عاماً.